# Orthomiscus medusae
Orthomiscus medusae är en stekelart som beskrevs av Dmitriy R. Kasparyan 1976. Orthomiscus medusae ingår i släktet Orthomiscus och familjen brokparasitsteklar. Inga underarter finns listade i Catalogue of Life.